# Irina Rîngaci
Irina Rîngaci Ilie est une lutteuse moldave née le 23 août 2001.
Elle est championne du monde et championne d'Europe de lutte libre (catégorie moins de 65 kg) en 2021.
Elle est la première lutteuse moldave à gagner une médaille d'or lors d'un championnat du monde.

## Palmarès
Championnats du monde
- Médaille d'or en lutte libre dans la catégorie des moins de 65 kg en 2021 à Oslo.
- Médaille de bronze en lutte libre dans la catégorie des moins de 68 kg en 2022 à Belgrade.

Championnats d'Europe
- Médaille d'or en lutte libre dans la catégorie des moins de 65 kg en 2021 à Varsovie.
- Médaille d'or en lutte libre dans la catégorie des moins de 68 kg en 2022 à Budapest.
- Médaille d'argent en lutte libre dans la catégorie des moins de 65 kg en 2023 à Zagreb.